# Andressa Cintra
Andressa Cintra (Campo Mourão, 4 de agosto de 1995) é uma atleta faixa-preta de 1º grau em jiu-jitsu brasileiro. Tricampeã mundial e tetracampeã do Campeonato Brasileiro da CBJJ nas faixas coloridas, Cintra é tetracampeã mundial faixa-preta, campeã do Pan-Americano e do Brasileiro. Cintra é classificada como número 1 na categoria peso-médio no Ranking Gi da IBJJF 2022–2023.

## Início da vida
Andressa Cintra nasceu em 4 de agosto de 1995, em Campo Mourão, Brasil, antes de sua família se mudar para Curitiba. Ela começou a treinar jiu-jitsu brasileiro aos 14 anos sob a orientação de João Guedes e Rodrigo Feijão. Em 2013, como faixa-azul, venceu o Campeonato Brasileiro enquanto cursava a faculdade de Educação Física. Treinando sob diversos técnicos, incluindo Caio Almeida, cofundador da academia Almeida Jiu Jitsu, e Luiz Guilherme, de quem recebeu sua faixa-roxa na equipe Guigo Jiu Jitsu em São Paulo, ela finalmente ingressou na Checkmat ao retornar a Curitiba, treinando com o faixa-preta Sebastian Lalli.
Cintra recebeu sua faixa-marrom de Lalli e, em dezembro de 2017, sua faixa-preta no pódio após vencer o Campeonato Mundial. Em 2018, mudou-se para Houston, Texas, casou-se com Lucas Valente, da Gracie Barra, e juntou-se à equipe, ensinando e treinando sob a orientação de Valente e do faixa-preta de 6º grau Vinicius "Draculino" Magalhães.

### Carreira como faixa-preta
Em 2019, Cintra conquistou seu primeiro título no Campeonato Mundial da IBJJF como faixa-preta. Três anos após receber a faixa-preta, ela foi graduada com o primeiro grau por Draculino, em 2020.
Nos dias 3 e 4 de junho de 2023, Cintra competiu no Campeonato Mundial de Jiu-Jitsude 2023, conquistando seu quarto título mundial consecutivo na categoria médio.
Em seguida, competiu no Campeonato Mundial de Jiu-Jitsu No-Gi IBJJF  de 2023, onde venceu na categoria peso pesado.
Cintra conquistou mais uma medalha de ouro na divisão médio do Campeonato Mundial de Jiu-Jitsu  da IBJJF de 2024, realizado em 1 de junho de 2024.

## Títulos e conquistas
Principais conquistas (faixa-preta):
- Campeã Mundial da IBJJF (2019, 2021, 2022, 2023)
- Campeã do Pan da IBJJF (2020, 2021)
- Campeã Brasileira da CBJJ (2022)
- Principais conquistas (faixas coloridas):[1]
- Campeã Mundial da IBJJF (2017[b] na faixa marrom, 2016 na faixa roxa)
- Campeã Brasileira da CBJJ (2017 na faixa marrom, 2016[c] na roxa, 2014 e 2013 na azul)
- Campeã Sul-Americana da IBJJF (2017[c] na faixa marrom)
- Vice-campeã Mundial da IBJJF (2016[c] na faixa roxa)
- Vice-campeã do Pan da IBJJF (2017[b] na faixa marrom)
- Vice-campeã Brasileira da CBJJ (2016 na faixa roxa)
- Vice-campeã Sul-Americana da IBJJF (2016 e 2015 na faixa roxa)
- Terceiro lugar no Campeonato Brasileiro da CBJJ (2017[c] na faixa marrom, 2014[c] na faixa azul)
- Terceiro lugar no Campeonato Sul-Americano da IBJJF (2016[c] e 2015[c] na faixa roxa)

## Linhagem de instrutores
- Carlos Gracie > Carlson Gracie > De La Riva > Carlos Lima > Sebastian Lalli > Andressa Cintra[1]